# Anatolij Nikulin
Anatolij Rodionowicz Nikulin (ros. Анатолий Родионович Никулин, ur. 11 lipca 1912 w Krasnej Polanie w Kraju Stawropolskim, zm. 16 marca 1983 w Ałmaty) – radziecki działacz partyjny, Bohater Pracy Socjalistycznej (1957).

## Życiorys
W 1931 ukończył technikum rolnicze w Taszkencie, potem pracował kolejno jako agronom, główny agronom sowchozu, starszy agronom - hodowca buraków w stanicy maszynowo-traktorowej i (1947–1952) I zastępca szefa obwodowego oddziału rolniczego w Dżambule (obecnie Taraz). Od 1941 należał do WKP(b), w latach 1952–1954 był I sekretarzem rejonowego komitetu KPK w obwodzie akmolińskim, 1954–1955 kierownikiem wydziału Komitetu Obwodowego KPK w Akmole (obecnie Astana), 1955–1962 I sekretarzem rejonowego komitetu KPK w Akmole/Celinogradzie. W latach 1962–1965 był I zastępcą przewodniczącego Komitetu Wykonawczego Celinogradzkiej Rady Obwodowej, 1965–1973 przewodniczącym Komitetu Wykonawczego Kokczetawskiej Rady Obwodowej, 1973–1979 głównym inżynierem i zastępcą szefa ds. zaopatrzenia w produkty naftowe przy Radzie Ministrów Kazachskiej SRR, a 1979–1981 zastępcą przewodniczącego Państwowego Komitetu Kazachskiej SRR ds. Zaopatrzenia w Produkty Ropopochodne, następnie przeszedł na emeryturę.

## Odznaczenia
- Medal Sierp i Młot Bohatera Pracy Socjalistycznej (11 stycznia 1957)
- Order Lenina (dwukrotnie – 11 stycznia 1957 i 19 kwietnia 1967)
- Order Rewolucji Październikowej (27 sierpnia 1971)
- Order Czerwonego Sztandaru Pracy (13 grudnia 1972)
- Order Czerwonej Gwiazdy (16 listopada 1945)
- Medal „Za pracowniczą dzielność” (25 grudnia 1959)

I medale.